# Hoploxypterus cayanus
La pavoncella della Cayenna (Hoploxypterus cayanus (Latham, 1790)), è un uccello della famiglia Charadriidae, diffuso in Sud America. È l'unica specie del genere Hoploxypterus.

## Distribuzione e habitat
Questo uccello vive in quasi tutto il Sudamerica a est della Cordigliera delle Ande, dal Venezuela fino al nordest dell'Argentina. Accidentale su Trinidad e Tobago.